# Funkspiel
Funkspiel, expression allemande qui signifie Jeu radio, est le nom donné à une opération de contre-espionnage allemand de la Seconde Guerre mondiale mise en place par la Gestapo, qui consistait à utiliser les émetteurs radio des opérateurs clandestins capturés pour dialoguer à leur place directement avec Londres.

## Son rôle
Cette opération permettait aux services de renseignements nazis d'intercepter les informations militaires des Alliés, de leur transmettre de fausses informations et de repérer d'autres émetteurs clandestins.

## Principaux jeux
Quelques radio-jeux menés par Josef Götz du Sicherheitsdienst (SD) sont présentés dans cette section dans l'ordre chronologique de leur démarrage, en utilisant les noms qu'il leur donnait lui-même.

### Radio-jeu Bloom
- Arrestation : 15 avril 1943, Fonsorbes, près de Toulouse.
- Opérateur radio : Marcus Bloom « Urbain », du réseau PRUNUS de Maurice Pertschuk « Eugène ».
- Début du radio-jeu : quelques jours après l'arrestation, Josef Götz engage un jeu avec Londres.
- Fin du radio-jeu : mi-juin.
- Résultats : aucun.

### Radio-jeu Archambaud
- Arrestation : 24 juin 1943, Paris.
- Opérateur radio : Gilbert Norman « Archambaud », du réseau Prosper-PHYSICIAN de Francis Suttill « Prosper ».
- Début du radio-jeu : 29 juin 1943
- Fin du radio-jeu : mi-août 1943.

### Radio-jeu Bertrand et Valentin
- Arrestation : 21 juin 1943, Dhuizon (Loir-et-Cher).
- Opérateur radio : John Macalister « Valentin », du réseau ARCHDEACON que Frank Pickersgill « Bertrand » vient former dans les Ardennes.
- Début du radio-jeu : première quinzaine d'août, la radio-jeu Archambaud étant encore en cours.
- Fin du radio-jeu : mai 1944.
- Résultats : Josef Placke (SD) se fait passer pour Frank Pickersgill à Hirson. Quatre agents sont arrêtés. Un groupe fictif est formé à Verdun. 20 parachutages sont opérés, conduisant à la réception de 240 containers.

### Radio-jeu Achille
- Arrestation : 31 juillet 1943, près de Pontoise.
- Opérateur radio : Roland Dowlen « Achille », opérateur radio du réseau CHESTNUT de William Grover-Williams « Sébastien ».

### Radio-jeu Rousset
- Arrestation : 7 septembre 1943, Paris.
- Opérateur radio : Marcel Rousset « Léopold », du réseau BUTLER de Jean Bouguennec « Max ».
- Résultat: Marcel Rousset cherche à prévenir Londres en faisant croire aux Allemands qu'il doit transmettre en français pour Marcel Fox et en anglais pour Francis Garel alors qu'en réalité, c'est l'inverse. Londres ne comprend pas et demande en réponse pourquoi BUTLER a changé son modus operandi.

### Radio-jeu Madeleine ou Phono
- Arrestation : 13 octobre 1943, Paris.
- Opérateur radio : Noor Inayat Khan « Madeleine », du réseau PHONO (ou CINÉMA) d'Henri Garry.
- Fin du radio-jeu : vers mai 1944.

### Radio-jeu Tell
- Arrestation : 13 janvier 1944, Saint-Quentin (Aisne).
- Opérateur radio : Yolande Beekman « Mariette », du réseau Tell-MUSICIAN de Gustave Biéler « Guy ».

### Radio-jeu Newman
- Arrestation : 31 mars 1944, près de Rouen.
- Opérateur radio : Isidore Newman « Pépé », du réseau SALESMAN de Philippe Liewer « Clément ».
- Radio-jeu effectif, mais non mentionné par Josef Götz

## Fin de l'opération
Le dernier message truqué que les Allemands auraient échangé avec Londres par le biais de cette manœuvre aurait été celui-ci : « Merci pour votre collaboration et pour les armes que vous nous avez envoyées ». Mais les Allemands ne pensaient pas que les services de renseignements britanniques avaient déjà compris le stratagème depuis au moins deux semaines avant cette transmission. Résultat, si les Allemands avaient pu tirer certains bénéfices de ces émetteurs clandestins, cette nouvelle arme finit par se retourner contre eux ; à partir de mai 1944, il ne fut plus question de cette opération.

## Source
- Jacques Delarue, Histoire de la Gestapo, Paris, Fayard, 1962, p. 521-523.